# 몐워
몐워(麵窩)는 중화인민공화국 중부 후베이성의 우한시에서 유래한 기름에 튀긴 도넛 모양의 간식이다. 두유, 미유, 밀가루, 참깨, 다진 중국 부추로 만든다. 몐워는 보통 짠맛이 나지만, 깍둑썰기한 고구마를 넣어 더 달콤하게 만들 수도 있다.
몐워의 기원은 불확실하지만, 전통적으로 청나라 광서제 시대(1875–1909)까지 거슬러 올라간다. 현지 참깨떡 장인인 창쯔런(Chang Ziren)은 한커우에서 새로운 씨앗 떡 종류를 실험하던 중 처음으로 몐워를 만들었다고 전해진다.

## 같이 보기
- 후베이 요리